# Ніколае Істрате
Ніколае Істрате (рум. Nicolae Istrate, 24 жовтня 1982, Кимпулунг) — румунський бобслеїст, пілот боба, виступає за збірну Румунії з 2000 року. Тричі брав участь у зимових Олімпійських іграх у 2006, 2010 та 2014 роках. Багаторазовий переможець національних першостей, кубків Європи та Північної Америки.
У Турині його двійка фінішувала двадцять четвертою, а четвірка — двадцять другою. У Ванкувері виступив дещо краще: двійка фінішувала одинадцятою, четвірка — п'ятнадцятою. В Сочі його двійка фінішувала сімнадцятою.